# Championnats du monde de tennis de table 1947
Navigation
Édition précédente Édition suivante
Les championnats du monde de tennis de table 1947, quatorzième édition des championnats du monde de tennis de table, ont lieu du 25 février au 7 mars 1947 à Paris, en France.

## Médaillés

### Par équipes
| Épreuve   | Or                                                                                   | Argent                                                               | Bronze                                                                              |
| --------- | ------------------------------------------------------------------------------------ | -------------------------------------------------------------------- | ----------------------------------------------------------------------------------- |
| Messieurs | Tchécoslovaquie Ivan Andreadis Adolf Šlár Václav Tereba František Tokár Bohumil Váňa | États-Unis William Holzrichter Richard Miles Lou Pagliaro Sol Schiff | Autriche Heinrich Bednar Otto Eckl Johann Hartwich Heribert Just Ferdinand Schuech  |
| Messieurs | Tchécoslovaquie Ivan Andreadis Adolf Šlár Václav Tereba František Tokár Bohumil Váňa | États-Unis William Holzrichter Richard Miles Lou Pagliaro Sol Schiff | France Alex Agopoff Guy Amouretti Maurice Bordrez Michel Haguenauer Michel Lanskoy  |
| Dames     | Angleterre Elizabeth Blackbourn Vera Dace Peggy Franks Margaret Osborne-Knott        | Hongrie Éva Anderlik Gizi Farkas Rozsi Karpati Béla Vermes           | Tchécoslovaquie Vlasta Depetrisová Eliška Fürstová Marie Kettnerová Věra Votrubcová |
| Dames     | Angleterre Elizabeth Blackbourn Vera Dace Peggy Franks Margaret Osborne-Knott        | Hongrie Éva Anderlik Gizi Farkas Rozsi Karpati Béla Vermes           | États-Unis Mae Clouther Davida Hawthorn Reba Monness Leah Thall                     |

### Individuel
| Épreuve          | Or                          | Argent                        | Bronze                              |
| ---------------- | --------------------------- | ----------------------------- | ----------------------------------- |
| Simple messieurs | Bohumil Váňa                | Ferenc Sidó                   | Johnny Leach                        |
| Simple messieurs | Bohumil Váňa                | Ferenc Sidó                   | Lou Pagliaro                        |
| Simple dames     | Gizi Farkas                 | Elizabeth Blackbourn          | Vera Dace                           |
| Simple dames     | Gizi Farkas                 | Elizabeth Blackbourn          | Gertrude Pritzi                     |
| Double messieurs | Adolf Šlár Bohumil Váňa     | Jack Carrington Johnny Leach  | Viktor Barna Adrian Haydon          |
| Double messieurs | Adolf Šlár Bohumil Váňa     | Jack Carrington Johnny Leach  | Ladislav Štípek Václav Tereba       |
| Double dames     | Gizi Farkas Gertrude Pritzi | Mae Clouther Reba Monness     | Davida Hawthorn Leah Thall          |
| Double dames     | Gizi Farkas Gertrude Pritzi | Mae Clouther Reba Monness     | Mary Detournay Josée Wouters        |
| Double mixte     | Ferenc Soos Gizi Farkas     | Adolf Šlár Vlasta Depetrisová | Viktor Barna Margaret Franks        |
| Double mixte     | Ferenc Soos Gizi Farkas     | Adolf Šlár Vlasta Depetrisová | William Holzrichter Davida Hawthorn |